# Programa de Aperfeiçoamento de Professores de Matemática do Ensino Médio
O Programa de Aperfeiçoamento de Professores de Matemática do Ensino Médio (PAPMEM) é um ciclo de palestras criado pelo matemático alagoano Elon Lages Lima. Tem como objetivo aprimorar a formação dos professores de matemática do Ensino Médio de todo o Brasil. É realizado semestralmente (em janeiro e em julho) há mais de 30 anos pelo Instituto de Matemática Pura e Aplicada (IMPA) e conta com a participação de instituições e professores de todas as unidades federativas do Brasil. Desde o seu início, o PAPMEM já beneficiou milhares de professores de todo o país.
Cada edição do programa ocorre em módulo único e aborda tópicos do Ensino Médio e alguns do Ensino Fundamental. É realizado simultaneamente pelo IMPA e por instituições parceiras de todo o país. Conta atualmente com cerca de 70 polos e de 3.000 professores participantes. Até 2019, as aulas expositivas eram ministradas pela manhã e transmitidas ao vivo do IMPA para as instituições participantes em outros estados. No período da tarde eram realizados estudos dirigidos supervisionados por professores de cada polo. Em 2021, o programa passou a ser realizado remotamente e as aulas publicadas previamente gravadas no YouTube.
Este programa resultou em uma série de livros especialmente destinados ao professor de Ensino Médio, publicados pela Sociedade Brasileira de Matemática (SBM). 

## Sobre
O PAPMEM é um programa criado em 1990 pelo professor Elon Lages Lima, do IMPA, com o objetivo de oferecer capacitação gratuita para professores de Ensino Médio de todo o Brasil. É realizado duas vezes ao ano, em janeiro e em julho, durante os recessos escolares, consistindo em uma semana de estudos intensivos, através de aulas de professores renomados pela manhã e a realização de atividades à tarde. As aulas são gravadas no auditório do IMPA e disponibilizadas gratuitamente no YouTube e no site do instituto. Na sexta-feira que encerra cada edição, o professor-aluno comparece a uma universidade parceira de sua escolha para a realização de uma avaliação, para receber um certificado de participação.
O programa não tem como enfoque a discussão de métodos específicos de ensino, tampouco a transposição das aulas e exercícios diretamente para o aluno. A ênfase é no fortalecimento do conteúdo do professor, para, a partir disso, contribuir para a melhora do sistema de ensino de matemática no Brasil.
A íntegra das aulas desde as de 2001 está disponível pelo YouTube no canal oficial do IMPA.
Em 2021, cortes de aulas do programa viralizaram na internet, principalmente aulas do professor Ledo Vaccaro. Isso contribuiu para o aumento da popularidade do evento.

## História

### Antecedentes (IMPA-VITAE, 1990-1995)
No ano de 1990, o professor Elon Lages Lima coordenou, pela primeira vez, um programa de aperfeiçoamento para professores de Matemática, que mais tarde viria a se tornar o PAPMEM que conhecemos hoje em dia. O IMPA-VITAE se tratava de um programa de formação continuada, realizado gratuitamente no IMPA com professores da rede pública do Rio de Janeiro, que estudavam temas relativos aos três anos do ensino médio (antigo 2º grau).
Os estudos desses temas foram compilados em três livros que foram publicados pela Sociedade Brasileira de Matemática e formam a conhecida “Coleção do Professor de Matemática”.
Apesar de distintos em vários aspectos, o PAPMEM é um consequência do sucesso do seu antecessor, o IMPA-VITAE.

### Primeira fase (1996-2002)
O primeiro registro de realização de um PAPMEM como conhecemos hoje é de 1996, com a comissão organizadora formada pelos professores: Augusto César Morgado, Eduardo Wagner, Elon Lages Lima (coordenador), Paulo Cezar Pinto Carvalho, Maria Celano Maia (secretária executiva) e Priscilla Fernandes Pomateli (secretária).
De início, o programa foi dividido em três módulos, o primeiro e o terceiro iniciados em julho de 1996 e 1997, e o segundo em janeiro de 1997. Foram selecionados entre 120 e 130 professores-alunos, que, a cada módulo, se aprofundavam no conteúdo de um dos três livros da Coleção do Professor de Matemática. Cada módulo se iniciava com uma semana de estudos em tempo integral, com aulas no auditório do IMPA pela manhã e a realização de atividades em grupo à tarde. No final da semana, cada grupo recebia como tarefa a produção de materiais didáticos relativos aos assuntos estudados. Nos três meses subsequentes ao do início do módulo, os professores-alunos participavam de reuniões de acompanhamento, num fim-de-semana de cada mês, para discussão dos trabalhos desenvolvidos pelos grupos.
As aulas que abriam cada módulo eram dez, duas por dia de segunda a sexta, com Morgado e Elon conduzindo três aulas cada um, e Wagner e Paulo Cezar com duas cada.
A partir da edição de 1998, o programa passou a ter apenas dois módulos, iniciados em janeiro e em julho.
As aulas do programa passaram a ser gravadas na edição de janeiro de 2001 e estão disponíveis gratuitamente no YouTube, pelo canal oficial do IMPA, e no site do instituto.

### Segunda fase (2003-2018)
Em 2003, o evento passou a ser transmitido simultaneamente pela internet para outras universidades de todo o país, utilizando a infraestrutura da Rede Nacional de Ensino e Pesquisa (RNP). De início, 11 instituições fizeram parte da rede de polos do PAPMEM, número que aumentou a cada edição, chegando a 70 em 2018.
Nesta nova fase, os módulos do programa passaram a ser independentes. Devido ao aumento no número de participantes, nos polos de todo o país, a equipe deixou de acompanhar os professores-alunos em encontros mensais, limitando o programa à semana de estudos intensivos de janeiro e de julho, com as aulas transmitidas do auditório do IMPA. 
O evento passou a ter a seguinte programação, que se mantém semelhante até a atualidade: de segunda à quinta, eram transmitidas, ao vivo, duas aulas, com cerca de 1 hora e 15 minutos de duração cada, às 9h e às 10h45; durante a tarde os professores participantes resolviam, em grupo, problemas relacionados às aulas do dia, no IMPA e nos polos parceiros de todo o Brasil. Na sexta, os participantes realizam a avaliação final pela manhã, seguida da sessão de perguntas e respostas.
Neste período, os professores palestrantes eram os mesmos do início: Elon Lages Lima, Augusto César Morgado, Eduardo Wagner e Paulo Cezar Pinto Carvalho. Cada um dos quatro professores conduzia duas das oito aulas. Na sexta-feira, pela manhã, os quatro palestrantres se reuniam para a sessão de perguntas e respostas e, à tarde, os professores participantes no IMPA e nos outros polos realizavam a prova final do curso.
Com a morte do professor Augusto César Morgado, a partir da edição de janeiro de 2007, o programa passou por adaptações. De início, o professor José Paulo Carneiro substituiu Morgado. Nas duas edições seguintes, apenas Elon, Wagner e Paulo ministraram aulas do evento: na de julho de 2007, Elon e Wagner conduziram três palestras cada um; na de janeiro de 2008, Paulo conduziu três palestras e um vídeo de uma aula anterior de Morgado foi exibido. Em julho de 2008, o professor Luiz Henrique de Figueiredo assumiu a vaga aberta, sendo substituído por Luciano Monteiro de Castro a partir da edição de janeiro de 2010.
A partir da edição de julho de 2013, o professor Ledo Vaccaro Machado passa a integrar a equipe de palestrantes, no lugar do fundador do PAPMEM, Elon Lages Lima, que deixa o programa devido à idade avançada. Elon voltou a participar do evento na sessão de perguntas e respostas de janeiro de 2014. Ele faleceu em 2017.
Com a saída de Elon, Eduardo Wagner passa a ser o coordenador do curso.
Nas edições de julho de 2017 e de julho de 2018, o professor Luciano de Castro conduziu apenas uma aula em cada edição, devido às suas participações na Olimpíada Internacional de Matemática, sendo substituído, nas outras aulas, por Roberto Imbuzeiro Oliveira.
A edição de julho de 2017, que homenageou Elon Lages Lima, morto dois meses antes, foi a primeira a ser transmitida em Full HD.

### Terceira fase (2019-2020)
Em janeiro de 2019, o programa teve uma grande mudança em sua equipe de palestrantes: cada uma das oito aulas passou a ser conduzida por um professor diferente, dobrando o número de palestrantes. Juntam-se a Wagner, Paulo Cezar, Luciano e Ledo os professores Antônio Branco, Flávia Landim, Marcos Paulo e Carlos Nehab.

### Quarta fase (2021-presente)
Devido à pandemia de COVID-19, o programa não foi realizado em julho de 2020, retornando em janeiro de 2021, reformulado. O programa passou a ser realizado de maneira totalmente remota, com as duas aulas de cada dia do evento publicadas simultaneamente, às 9h, previamente gravadas, não ao vivo, como antes. No mesmo horário, os exercícios referentes às aulas do dia são enviadas por email, a serem concluídos no mesmo dia. O evento tornou a ser centralizado no IMPA, contando com os polos parceiros apenas na divulgação.
Alguns dos palestrantes passam a gravar suas aulas em casa ou em outros lugares além do IMPA. Já outros, como Wagner e Paulo Cézar, seguem produzindo as palestras diretamente do auditório do IMPA.
Na edição de julho de 2022, o programa passou a contar com dois modelos de inscrição: a de participação simples, apenas acompanhando as aulas pelo YouTube, e a opção semi-presencial, chamada de Participação com desempenho. Neste modelo, o professor assiste às aulas pelo YouTube e comparece, na sexta-feira, ao polo de sua preferência para realização da prova. Com isso, o programa volta a contar com polos parceiros para sua realização, além da divulgação.
O programa passou a contar com palestrantes de diversos estados do Brasil nesta fase, não só do Rio de Janeiro, e ampliou significativamente a abrangência de conteúdos.
Em janeiro de 2025, pela primeira vez desde a criação do programa, o professor Eduardo Wagner não conduziu nenhuma palestra. Na abertura da edição, ele explicou que recebeu "propostas irrecusáveis" de aulas para o programa e que "se guardará" para a edição de julho.

## Professores

### Atuais
- Eduardo Wagner (1990-presente)
- Paulo Cézar Pinto Carvalho (1990-presente)
- Luciano Monteiro de Castro (2010-presente)
- Ledo Vaccaro Machado (2013-2020; 2023-presente)
- Flávia Landim (2019-presente)
- Carlos Nehab (2019-presente)
- Pedro Malagutti (2021-presente)
- Carlos Gomes (2024-presente)
- Rodrigo Villard (2025-presente)

### Antigos
- Elon Lages Lima (1990-2013)
- Augusto César Morgado (1990-2006)
- José Paulo Carneiro (2007)
- Luiz Henrique de Figueiredo (2008-2009)
- Roberto Imbuzeiro Oliveira (2017-2021)
- Gladson Antunes (2018)
- Michel Cambrainha (2018)
- Marcos Paulo (2019)
- Antônio Branco (2019-2021)
- Carlos Nehab (2019-2024)
- Cícero Thiago (2021-2022)
- José Pastore (2022-2024)
- André Monteiro Novaes (2023)
- Daniel Cordeiro (2023)
- Ivail Muniz (2023-2024)